# Long Sleeves
Long Sleeves è un singolo della cantautrice statunitense Gracie Abrams, pubblicato il 20 maggio 2020.

## Tracce
1. Long Sleeves – 3:38 (Gracie Abrams, Blake Slatkin)